# Leorda
Leorda é uma comuna romena localizada no distrito de Botoşani, na região de Moldávia. A comuna possui uma área de 41.68 km² e sua população era de 2736 habitantes segundo o censo de 2007.